# Xylotoles gracilis
Xylotoles gracilis är en skalbaggsart som beskrevs av Thomas Broun 1910. Xylotoles gracilis ingår i släktet Xylotoles och familjen långhorningar. Inga underarter finns listade i Catalogue of Life.